# Content Scramble System
Content Scramble System – system szyfrowania zawartości płyt DVD-Video. Jego celem jest ograniczenie niekontrolowanego przepływu płyt DVD pomiędzy rynkami, na które są wydawane. System opiera się na wykorzystaniu zapisanych w odtwarzaczu kluczy kryptograficznych: urządzenie sprzedane w danym rejonie może odtworzyć tylko płyty przeznaczone dla tego obszaru geograficznego, a użytkownik może zmienić ustawienie regionu tylko skończoną liczbę razy w czasie życia urządzenia.
CSS jest przykładem użycia mechanizmów DRM do celów niezwiązanych z ochroną praw autorskich: jego podstawową funkcją jest ochrona modelu biznesowego, który zakłada wypuszczanie nośników w różnych terminach i w różnych cenach na sąsiadujących ze sobą rynkach. Dodatkowo, CSS służył do zagwarantowania, że odtwarzacze DVD-Video będą podlegały certyfikacji i licencjonowaniu, przez co możliwe było wymuszenie określonych rozwiązań technologicznych, jak np. przestrzeganie flagi niepozwalającej na przewinięcie ostrzeżeń oraz reklam nagranych na nośniku. Z tych powodów oraz z racji tego, że mechanizm ograniczał możliwość swobodnej odsprzedaży samych odtwarzaczy, CSS postrzegany jest przez przeciwników DRM jako sztandarowy przypadek naruszenia praw konsumentów.
Ze względu na niski poziom bezpieczeństwa wykorzystanego algorytmu (niestandardowy 40-bitowy szyfr strumieniowy), algorytm ten został dość szybko złamany, co umożliwiło swobodne odczytywanie nośników za pomocą dowolnych urządzeń i oprogramowania. Autorem pierwszej implementacji dekodera CSS, o nazwie DeCSS, był m.in. Norweg Jon Johansen.